# جيم هنري (غطاس)
جيم هنري (بالإنجليزية: Jim Henry)‏ هو غطاس أمريكي، ولد في 4 سبتمبر 1948 في سان أنطونيو في الولايات المتحدة.

## وصلات خارجية
- جيم هنري على موقع أوليمبيديا (الإنجليزية)